# Johan Steur
Johan Steur (Volendam, 23 maart 1962) is een voormalig Nederlands voetbalspeler- en trainer.

## Loopbaan
Steur begon zijn loopbaan bij RKAV Volendam en daarna in de jeugd bij FC Volendam. De middenvelder debuteerde bij FC Volendam op 25 oktober 1981 in de uitwedstrijd tegen SC Amersfoort. Hij speelde op twee seizoenen na zijn hele loopbaan, die hij in 1998 afsloot, bij FC Volendam. In het seizoen 1984/85 speelde hij voor Feyenoord en in het seizoen 1986/87 bij Sparta Rotterdam. In totaal speelde hij 499 competitiewedstrijden waarin hij 69 doelpunten maakte.

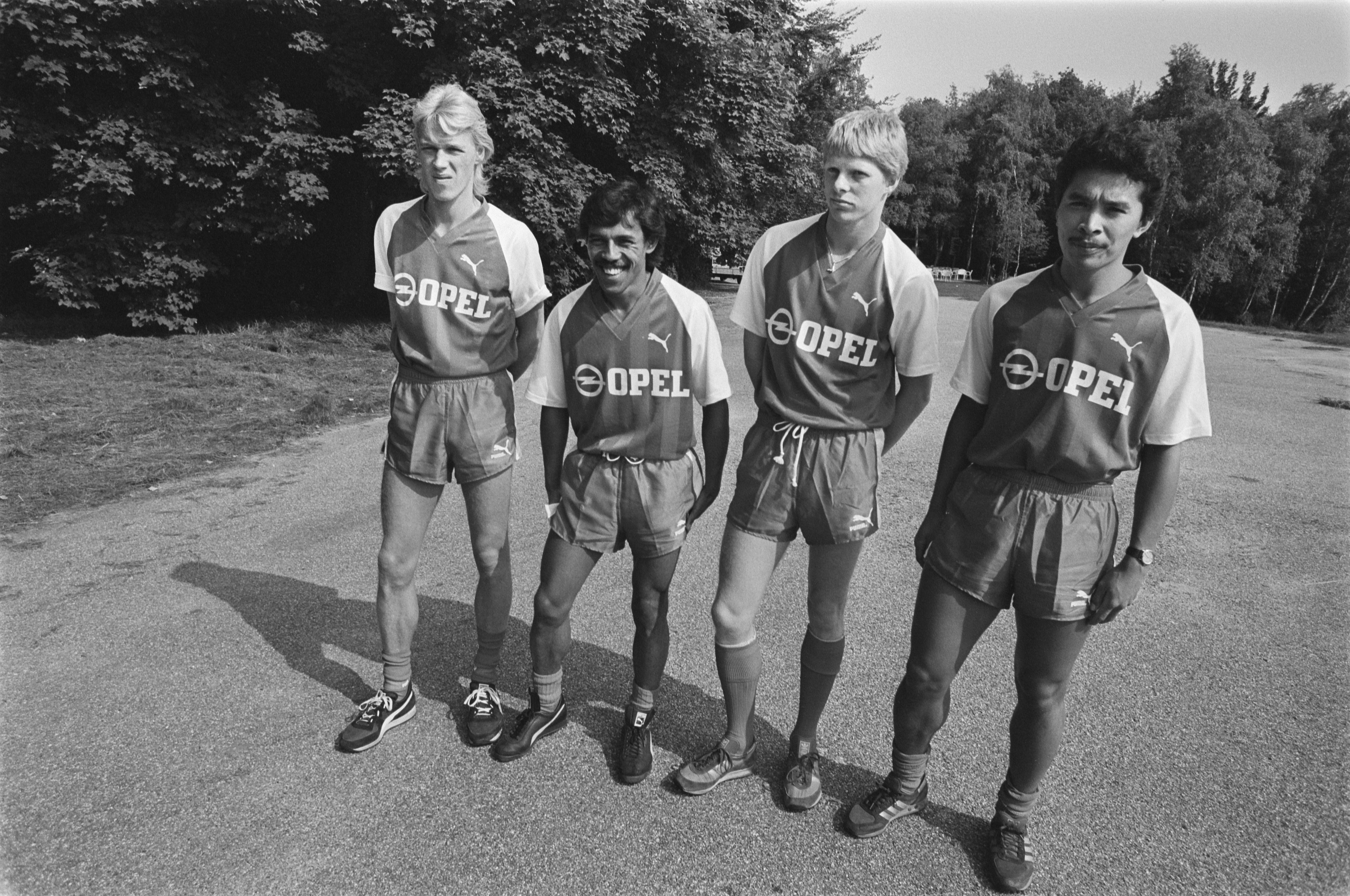
Steur bij Feyenoord (juli 1984). V.l.n.r.: Pétur Pétursson, Simon Tahamata, Johan Steur en Ron Carli

Na zijn spelersloopbaan werd hij coach bij FC Volendam. Eerst bij de jeugd (1998/99) en sinds 1999 als assistent bij het eerste elftal. In 2004 was hij tijdelijk hoofdcoach na het ontslag van Henk Wisman. In 2005 ging hij aan de slag als assistent-trainer van het Armeens voetbalelftal en tegelijk als assistent-trainer van Pjoenik Jerevan in beide functies onder Wisman. In april 2006 moesten beiden vertrekken. In 2007 keerde hij terug bij Volendam. Na het ontslag van Gert Kruys in 2012 was hij weer tijdelijk hoofdcoach van FC Volendam samen met Berry Smit en Richard Stricker. Tijdens de nacompetitie van het seizoen 2016/17 was Steur wederom samen met Smit tijdelijk hoofdcoach, na het vertrek van Robert Molenaar. In december 2017 werd Steur naast assistent van het eerste elftal ook trainer van het beloftenelftal van de Volendammers. Hij nam de taak over van de vertrokken Berry Smit. Aan het einde van het seizoen 2018/19 moest hij zijn taken als trainer naast zich neerleggen. Hij kreeg vervolgens een rol in de scouting en als individueel trainer in de jeugdopleiding van de club.. Deze functie vervulde hij een jaar, waarna hij vertrok naar buurman RKAV Volendam. Hier werd zijn aflopende contract medio 2022 niet verlengt. In zijn laatste seizoen wist hij met RKAV Volendam promotie af te dwingen naar de Derde divisie.
In februari 2024 keerde Steur terug bij FC Volendam als scout, een rol die hij tussen 2019 en 2020 ook al bij de club bekleedde.